# Dmitri Andrejewitsch Fahrensbach
Dmitri Andrejewitsch Fahrensbach (russisch Дмитрий Андреевич Францбеков, Dmitri Andrejewitsch Franzbekow; † 1657) war russischer Gouverneur in Jaransk, Wjatka und Jakutsk.

## Leben
Dmitri Fahrensbach stammte aus der deutsch-baltischen Familie Fahrensbach. Er begab sich 1613 aus polnischen in russische Dienste, konvertierte 1627 zur Orthodoxie und wurde im selben Jahr in den russischen Adel aufgenommen.
Vor seiner Taufe nach orthodoxem Ritus soll sein Name Alfer, vielleicht eine Form von  Wolmar gewesen sein. Es wird gemeinhin davon ausgegangen, dass er dem Hause Walck entstammt.
Im April 1630 wurde Dmitri Fahrensbach Woiwode in Jaransk. Im Frühjahr 1633 schickt ihn dann der Zar Michael mit diplomatischen Aufgaben nach Schweden. Für diese Aufgabe wurde er vom Zaren opulent ausstaffiert, so gehörten zu seiner Begleitung 34 Bedienstete. Zu seinen Aufgaben gehörten neben Kontakten mit der schwedischen Administration zu Polen oder die Tataren betreffenden Fragen unter anderem die Übermittlung von Informationen über den Deutschen Kriegsschauplatz nach Moskau. Seine Berichte an den Zaren gab er in einer chiffrierten Form ab. Im Jahre 1635 beispielsweise reagierte die schwedische Regierung wegen des Protektionismus der schwedisch gewordenen Estländer im Salzhandel zu Gunsten russischer Händler. Hierauf hatte sich Fahrensbach zuvor verwendet. Es kam jedoch in Schweden zu Zwischenfällen und Beschwerden über das teilweise provokante Auftreten der russischen Delegation. So wurde ein Schwede bei einer Handgreiflichkeit erschlagen. Am 26. Oktober 1636 schließlich wurde Dmitri Fahrensbach nach Moskau zurückbeordert.
Dort angekommen, wurde er dem dänischen Prinzen Waldemar, dem angehenden Gemahl der Zarentochter Irina, zugeteilt. Die ihm zugedachte Aufgabe bestand unter anderem in der Bekehrung Waldemars zur Orthodoxie. Obwohl Fahrensbach aufrichtiges Bemühen und kluges Argumentieren attestiert wurde, scheiterte er. Die Heirat wurde abgesagt; der dänische Prinz bis zum Tode des Zaren (1645) in Moskau festgehalten. Von 1642 bis 1643 war Dimitri Fahrensbach daraufhin Woiwode von Wjatka.
Die Ostexpansion des Zarenreiches schritt derweil zügig voran; 1632 wurde Jakutsk gegründet, bereits 1642 lag dort der Hauptsitz der ostsibirischen Verwaltung, im Jahre 1648 schließlich wurde Fahrensbach dort Woiwode. Hier entfaltete er eine außerordentliche Geschäftigkeit. Fahrensbach sandte Elfenbein (von Walrossen, oder auch fossilen Mammuts), Erzproben, Zobel und andere Edelpelze nach Moskau. Im Winter 1648/1649 überwinterte Fahrensbach in Ilimsk. Von dort schickte er 200 Wildschützen als Entsatz nach Wercholentz. Der Ostrog wurde von Burjäten bedrängt, der Aufstand konnte so niedergeschlagen werden. Entscheidend wurde jedoch seine Verbindung mit Jerofei Chabarow, der 1649 mit ihm noch in Ilimsk Kontakt aufnahm. Den Vorstoß Chabarows zum Amur 1649/1650 unterstützte Fahrenbach, teilweise aus Eigenmitteln finanziert, mit Ausrüstung, Verpflegung und Kanonen. Die Erfolge unter dem Gouvernement Dmitri Fahrensbachs bei der russischen Expansion und der Kolonisierung Ostsibiriens sowie bei der Etablierung des Handels sind unstrittig. Jedoch wurde ihm auch eine üble Misswirtschaft zu eigenem Nutzen sowie die Unterdrückung der indigenen Bevölkerung, welche er mit hartem Tribut belegt haben soll, nachgesagt. Die Vorwürfe reichen von Bestechung, Unterschlagung von Sold, bis hin zu Raub und Plünderung an Kaufleuten. Im August 1651 wurde Fahrensbach infolgedessen jedenfalls abberufen, blieb jedoch anscheinend bis April 1652 kommissarisch im Amt.
In dieser Zeit wurden verschiedene Szenarien zum militärischen Entsatz diskutiert und teilweise auf den Weg gebracht zur Absicherung des Armurgebietes, teilweise sogar zur Ausweitung der Expansion nach Amerika. Einmal, im März 1652, war es ein Dragoner-Regiment mit 1500 Mann Stärke, ein weiteres Mal, im April 1652, war von 2000 Strelizen die Rede. Diese Truppen erreichten Fahrensbach nicht mehr, ein Beamter wurde nach Jakutien geschickt, der eine Revision vornahm. Dieser konfiszierte Fahrensbachs umfangreiches Eigentum, das auf 12.000 Rubel taxiert wurde. Dmitri Fahrensbach wurde nach Moskau verbracht, wo er 1657 verstarb.